# Luís Villares
Luís Villares Naveira (Lugo, 8 de agosto de 1978) es un juez y político español.

## Trayectoria
Licenciado en Derecho por la Universidad de Santiago de Compostela. Juez de carrera desde 2005, ejerció en Fonsagrada (2007-2010) y después como magistrado del contencioso-administrativo de la Audiencia Nacional (2010-2011), titular en el Tribunal Superior de Justicia del País Vasco (2011-2012), en el Juzgado Contencioso administrativo de Lugo y en la Sala del Contencioso-Administrativo del Tribunal Superior de Justicia de Galicia. Es portavoz en Galicia de la asociación progresista Jueces para la Democracia y es miembro fundador de Irmandade Xurídica Galega.
Fue elegido, por primarias, candidato a la Presidencia de la Junta de Galicia para las elecciones de 2016 por En Marea.

## Obra
- Estatuto Xurídico da Lingua galega, 2005.
- A inconstitucionalidade da segregación do estudantado por razón de lingua, 2009.
- Estudo Crítico do sistema de responsabilidade civil por danos causados por hidrocarburos. As ensinanzas do Prestige, 2009.
- Estudos Xurídicos sobre o Decreto para o plurilingüísmo, 2010 (coordinador).[3]

## Galardones
- Premio Lois Peña Novo, 2012